# Google Developers
Google Developers （以前はGoogle Code）はGoogleが関連するソフトウェアやオープンソースのソフトウェア開発に興味を持つ開発者向けに立ち上げたサイト。オープンソースのコードや、標準のAPIをサポートするサービス群がある。

## API
Googleは、Webやデスクトッププログラマ向けの各種APIを提供している。これらは現在のGoogle製品に基づいているものが多い。例えば、AdSense、Google Checkout、Google Toolbar などがある。

### SOAPベースのAPI
AdSenseとAdWordsのAPIは、Simple Object Access Protocol (SOAP) というデータ交換規格に基づいており、開発者が自身のアプリケーションにそれらのGoogleサービスを組み込むことができる。

### Google Data API
The Google Data APIは、Googleのサービスからデータを読み書きするアプリケーションを作成できる。現在、Google Developersで公開されているAPIとしては、Google Apps、Blogger、Google Base、Google ブックス、Googleカレンダー、Googleソースコード検索、Google Spreadsheets、Googleノートブック、Picasa Web Albums などがある。

## オープンソースプロジェクト
Open Source Programs Officeには、Googleがこれまで開発したオープンソースソフトウェアがある。

### Gears
Gearsは、通常はオンラインでなければ使えないサービスをオフラインで利用可能にするもので、Googleからベータ版が提供されている。SQLiteベースのデータベースエンジンを使い、クライアントシステム上でデータをローカルにキャッシュする。Gears対応のページでは、オンラインサービスからデータを取ってくる前にローカルなキャッシュを使う。Gearsを使うと、Webアプリケーションは定期的にローカルキャッシュとオンラインサービスの間でデータを同期させる。ネットワーク接続していない場合、同期はネットワーク接続するまで遅延される。したがって、Gearsを使うことでWebアプリケーションはネットワークサービスが存在しないときでも動作可能になる。

### Google Web Toolkit
Google Web Toolkit (GWT) はオープンソースの開発ツールキットで、JavaによるAjaxアプリケーションを作成できる。GWTはクライアントサーバ型アプリケーションの開発とデバッグを任意のJava用IDEで素早く行うことができる。そして配布段階で、GWTコンパイラがJavaアプリケーションを同等のJavaScriptに変換し、ダイナミックHTMLによって自動的にウェブブラウザのHTML DOMを操作する。非同期RPC、履歴管理、ブックマーク、ブラウザ間の移植性問題など、Ajaxの課題への再利用可能で効率的な解決策だとしている。Apache License 2.0でリリースされている。

## Summer of Code
Google Summer of Codeは、オープンソース初心者向けの教育プログラムである。2007年には、約6,200の申し込みがあった。

## プロジェクトのホスティング
Google Developersはプロジェクトのホスティングサービスも行っており、バージョン管理システムとしてSubversionとMercurialを用意している（BigTableをストレージとして透過的に実装）。バグ管理システム、文書公開用ウィキ、ファイルダウンロード機能などもある。Googleが指定したライセンス方式のオープンソースプロジェクトなら、無料で利用できる。

### 指定されているライセンス
Open Source Initiativeが認証しているいずれかのライセンスを使っていれば、このサービスを利用できる。
従来は、Apache、Artistic、BSD、GPLv2、GPLv3、LGPL、MIT、MPL、EPLのいずれかのライセンスを使っていれば、このサービスを利用できるとしていたが、2010年9月に変更された。

### 制限
1人の人が作成できるプロジェクト数は最大25に制限されている。さらに、1日に作成可能なプロジェクト数にも制限がある。